# Canton de Metz-1
Le canton de Metz-1 est une circonscription électorale française du département de la Moselle.

## Histoire
Un nouveau découpage territorial de la Moselle entre en vigueur à l'occasion des élections départementales de 2015. Il est défini par le décret du 18 février 2014, en application des lois du 17 mai 2013 (loi organique 2013-402 et loi 2013-403). Les conseillers départementaux sont, à compter de ces élections, élus au scrutin majoritaire binominal mixte. Les électeurs de chaque canton élisent au Conseil départemental, nouvelle appellation du Conseil général, deux membres de sexe différent, qui se présentent en binôme de candidats. Les conseillers départementaux sont élus pour 6 ans au scrutin binominal majoritaire à deux tours, l'accès au second tour nécessitant 12,5 % des inscrits au 1er tour. En outre la totalité des conseillers départementaux est renouvelée. Ce nouveau mode de scrutin nécessite un redécoupage des cantons dont le nombre est divisé par deux avec arrondi à l'unité impaire supérieure si ce nombre n'est pas entier impair, assorti de conditions de seuils minimaux. Dans la Moselle, le nombre de cantons passe ainsi de 51 à 27.
Le canton de Metz-1 est formé d'une fraction de la commune de Metz. Il est entièrement inclus dans l'arrondissement de Metz. Le bureau centralisateur est situé à Metz.

## Représentation
| Période élective | Période élective | Mandat | Mandat   | Identité          | Nuance | Nuance | Qualité |
| ---------------- | ---------------- | ------ | -------- | ----------------- | ------ | ------ | --- |
| 2015             | 2021             | 2015   | 2021     | Dominique Gros    |        | PS     | Ingénieur spécialisé dans la protection de l’environnement et de la lutte contre la pollution des eaux Ancien conseiller général du Canton de Metz-Ville-1 (1998-2015) Ancien maire de Metz (2008-2020) |
| 2015             | 2021             | 2015   | 2021     | Patricia Sallusti |        | PS     | Conseillère en formation Ancienne adjointe au maire de Metz |
| 2021             | 2028             | 2021   | en cours | Patrick Thil      |        | LR     | Adjoint au maire de Metz |
| 2021             | 2028             | 2021   | en cours | Doan Tran         |        | DVD    | Directrice générale adjointe des services d'une collectivité locale |

### Résultats détaillés

#### Élections de mars 2015
À l'issue du 1er tour des élections départementales de 2015, deux binômes sont en ballottage : Dominique Gros et Patricia Sallusti (PS, 35,38 %) et Sébastien Brodbeck et Françoise Grolet (pt) (FN, 27,44 %). Le taux de participation est de 41,63 % (9 279 votants sur 22 291 inscrits) contre 44,87 % au niveau départemental et 50,17 % au niveau national.
Au second tour, Dominique Gros et Patricia Sallusti (PS) sont élus avec 63,07 % des suffrages exprimés et un taux de participation de 40,59 % (5 184 voix pour 9 049 votants et 22 291 inscrits).

#### Élections de juin 2021
Le premier tour des élections départementales de 2021 est marqué par un très faible taux de participation (33,26 % au niveau national). Dans le canton de Metz-1, ce taux de participation est de 25,14 % (5 445 votants sur 21 663 inscrits) contre 26,75 % au niveau départemental. À l'issue de ce premier tour, deux binômes sont en ballottage : Patrick Thil et Doan Tran (Union à droite, 31,94 %) et Patricia Sallusti et Frédéric Vitoux (Union à gauche avec des écologistes, 31,5 %).
Le second tour des élections est marqué une nouvelle fois par une abstention massive équivalente au premier tour. Les taux de participation sont de 34,36 % au niveau national, 27,16 % dans le département et 26,44 % dans le canton de Metz-1. Patrick Thil et Doan Tran (Union à droite) sont élus avec 51,5 % des suffrages exprimés (2 721 voix pour 5 728 votants et 21 666 inscrits),,.

## Composition
| Nom                          | Code Insee | Intercommunalité      | Superficie (km2) | Population (dernière pop. légale)                 | Densité (hab./km2) | Modifier                                    |
| ---------------------------- | ---------- | --------------------- | ---------------- | ------------------------------------------------- | ------------------ | ------------------------------------------- |
| Metz (bureau centralisateur) | 57463      | Eurométropole de Metz | 41,94            | Fraction : 39 079 (2022) Commune : 121 695 (2022) | 2 902              | modifier les données · modifier les données |
| Canton de Metz-1             | 5711       |                       |                  | 39 079 (2022)                                     |                    | modifier les données                        |

Le canton de Metz-1 comprend la partie de la commune de Metz située au nord d'une ligne définie par l'axe des voies et limites suivantes : depuis la limite territoriale de la commune de Longeville-lès-Metz, avenue Joffre, avenue Robert-Schuman, avenue Leclerc-de-Hauteclocque, place Jean-Moulin, rue Antoine-Louis, passage du Sablon, rue aux Arènes, avenue de l'Amphithéâtre, route départementale 955, rue Haute-Seille, place Mazelle, boulevard André-Maginot, rue Henry-de-Ranconval, boulevard de Trèves, rue du Fort-Gambetta, bras mort de la Moselle, jusqu'à la limite territoriale de la commune de Saint-Julien-lès-Metz.

## Démographie
En 2022, le canton comptait 39 079 habitants, en évolution de +3,1 % par rapport à 2016 (Moselle : +0,52 %, France hors Mayotte : +2,11 %).
| 2013   | 2018   | 2022   |
| ------ | ------ | ------ |
| 37 969 | 37 128 | 39 079 |